# Krypta św. Leonarda na Wawelu

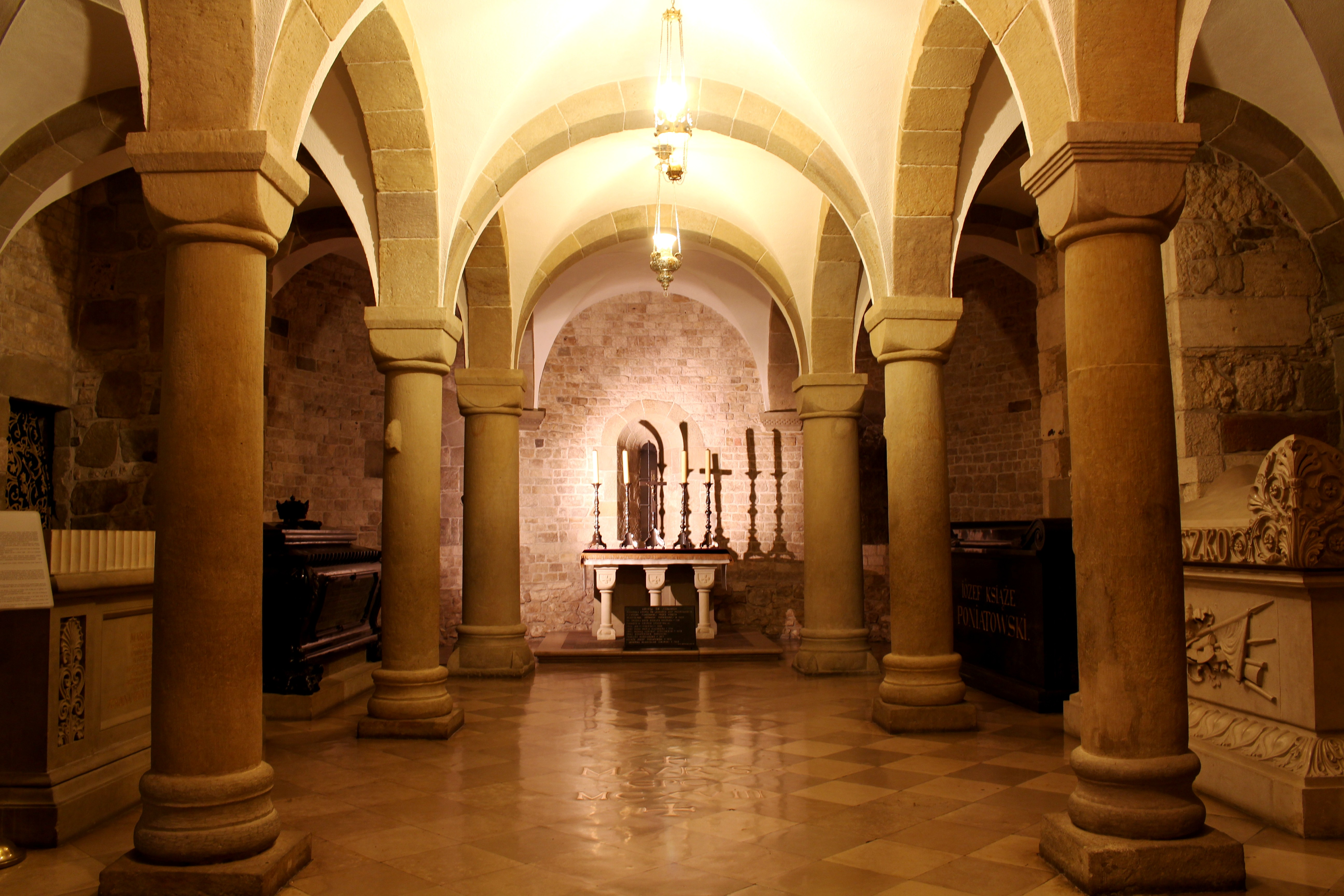
Krypta św. Leonarda na Wawelu (2014)

Krypta św. Leonarda na Wawelu – wzniesiona na przełomie XI i XII wieku, jest pozostałością po tzw. katedrze hermanowskiej na Wawelu. Należy do najpiękniejszych wnętrz romańskich w Polsce. 
W absydzie kamienny ołtarzyk, wykonany według projektu francuskiego architekta Eugène Viollet-le-Duc. Stopień przed ołtarzem pokryty posadzką z XIII wieku. Na środku krypty grób biskupa Maurusa (zm. 1118), odkryty w czasie prac archeologicznych w 1938 roku. Lampy w krypcie mają kształt koron królewskich.

## Pochowani
- Maurus – zm. 1118, pochowany w komorze grobowej pod posadzką krypty. Grób biskupa odkryto podczas prac renowacyjnych w roku 1938.
- Michał Korybut Wiśniowiecki – zm. 1673, pochowany  31 stycznia 1676 w drewnianej trumnie w krypcie kaplicy Świętokrzyskiej. Sarkofag z czarnego marmuru dębnickiego, z fundacji cesarza Franciszka Józefa I, wykonał Edward Stehlik. Szczątki króla spoczęły w nim 29 listopada 1858.
- Jan III Sobieski – zm. 1696, pochowany 15 stycznia 1734, sarkofag z czarnego marmuru dębnickiego, ze złoconą dekoracją i monogramem króla oplecionym wężem-uroborosem, ufundował Stanisław August Poniatowski, z okazji 100. rocznicy bitwy wiedeńskiej w 1783 roku.
- Maria Kazimiera d’Arquien – zm. 1716, pochowana 15 stycznia 1734 w drewnianej trumnie pod kaplicą Wazów. Sarkofag z piaskowca, fundacji cesarza austriackiego Ferdynanda I, wykonał Karol Ceptowski.
- Józef Poniatowski – zm. 1813,  pochowany 23 lipca 1817, początkowo w miedzianej trumnie. Kamienny sarkofag w formie prostej skrzyni z czarnego marmuru dębnickiego, ufundowany w roku 1830 przez siostrę generała Marię Teresę z Poniatowskich Tyszkiewiczową, wykonał rzeźbiarz krakowski Ferdynand Kuhn.
- Tadeusz Kościuszko – zm. 1817, pochowany 23 czerwca 1818, początkowo w dębowej, opieczętowanej trumnie, ustawionej obok sarkofagu Sobieskiego. Sarkofag z białego marmuru dębnickiego, zaprojektowany przez Franciszka Lanciego, ufundowano ze zbiórki publicznej w roku 1832.
- Władysław Sikorski – zm. 1943, pochowany 17 września 1993. Sarkofag z ciemnopopielatego marmuru ze Sławniowic, w formie odwróconej tumby, zaprojektowali rzeźbiarka Małgorzata Schuster-Gawłowska i architekt Janusz Gawłowski. Wykonany w roku 1981, przed planowanym sprowadzeniem szczątków generała.

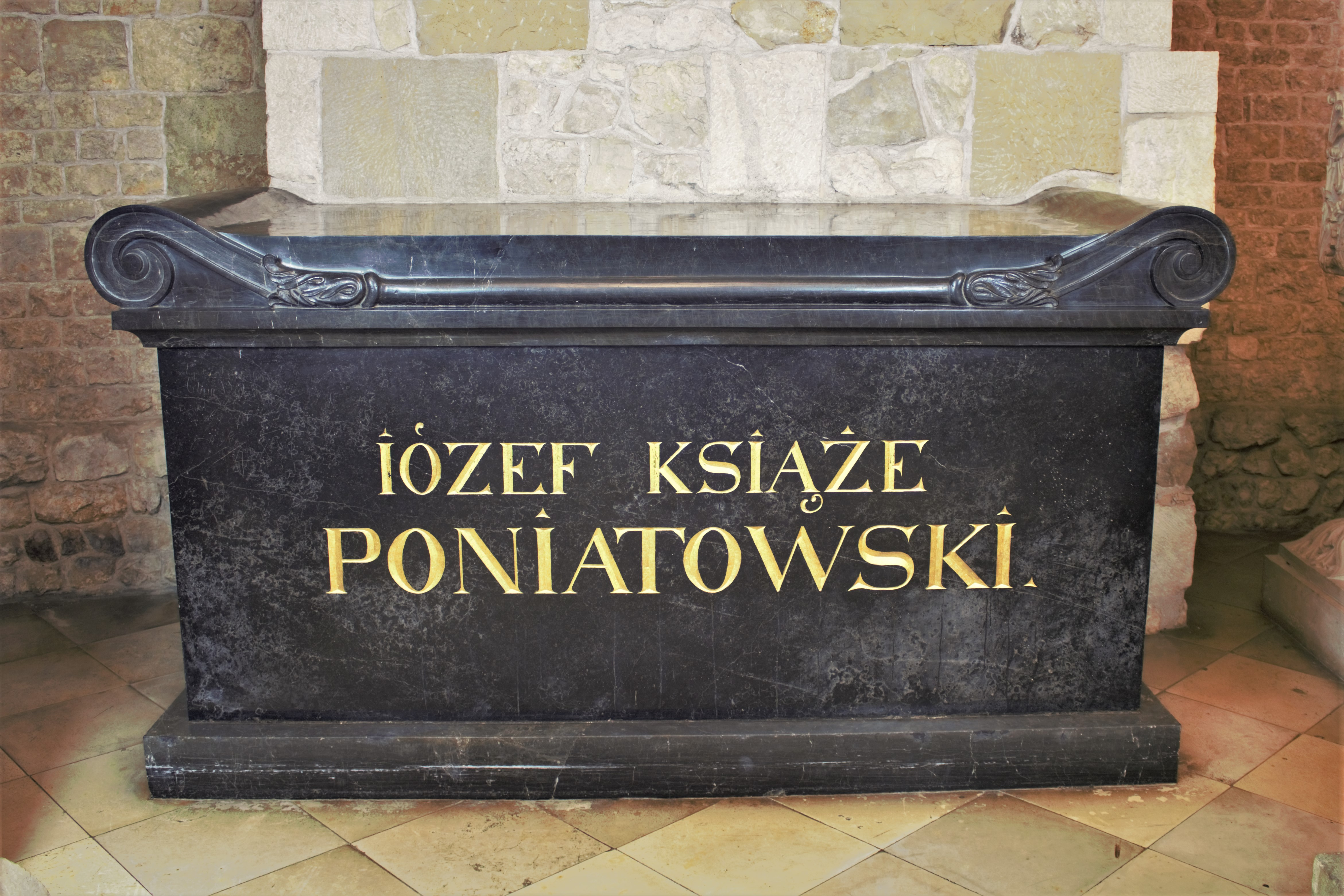
Sarkofag Józefa Poniatowskiego
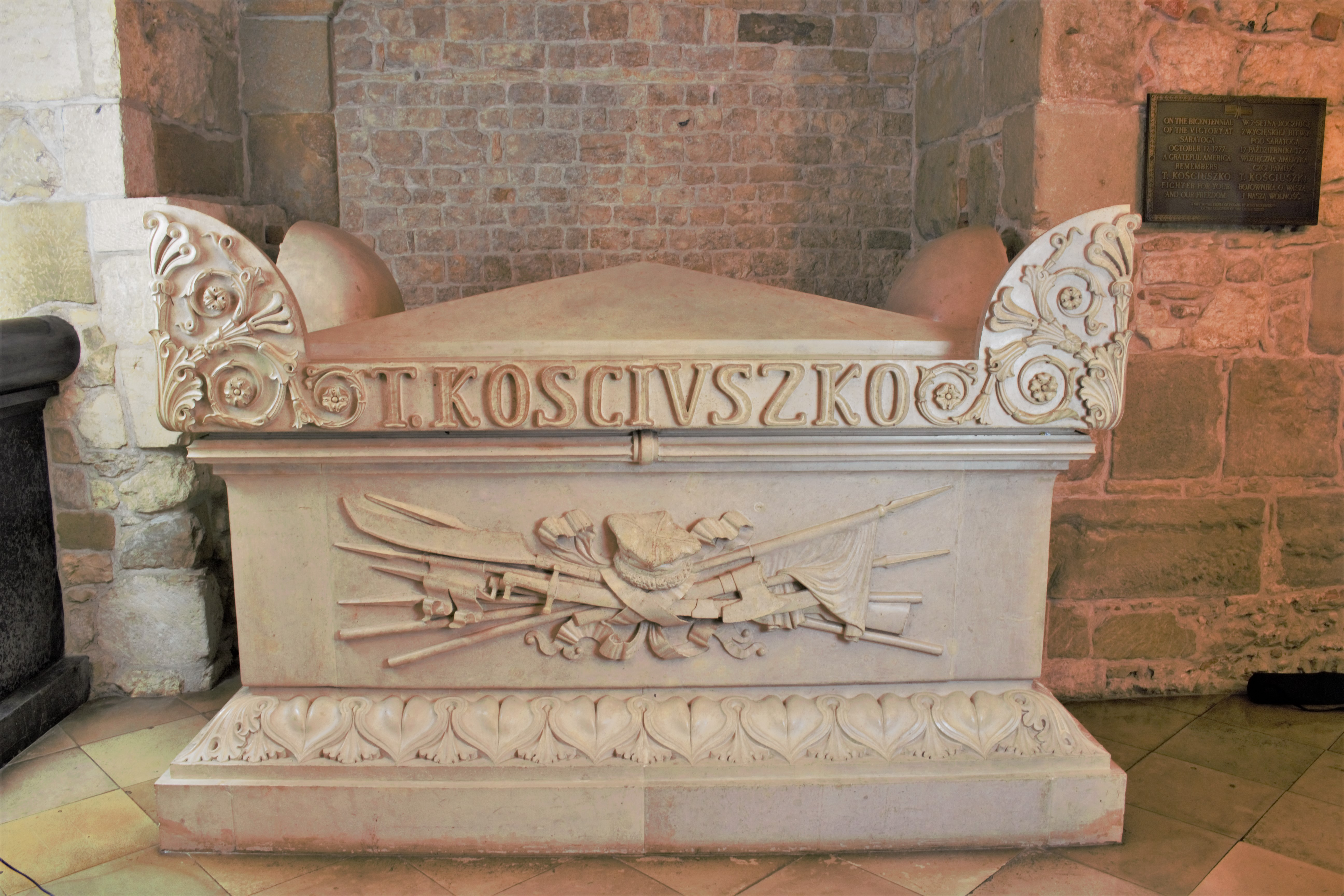
Sarkofag Tadeusza Kościuszki
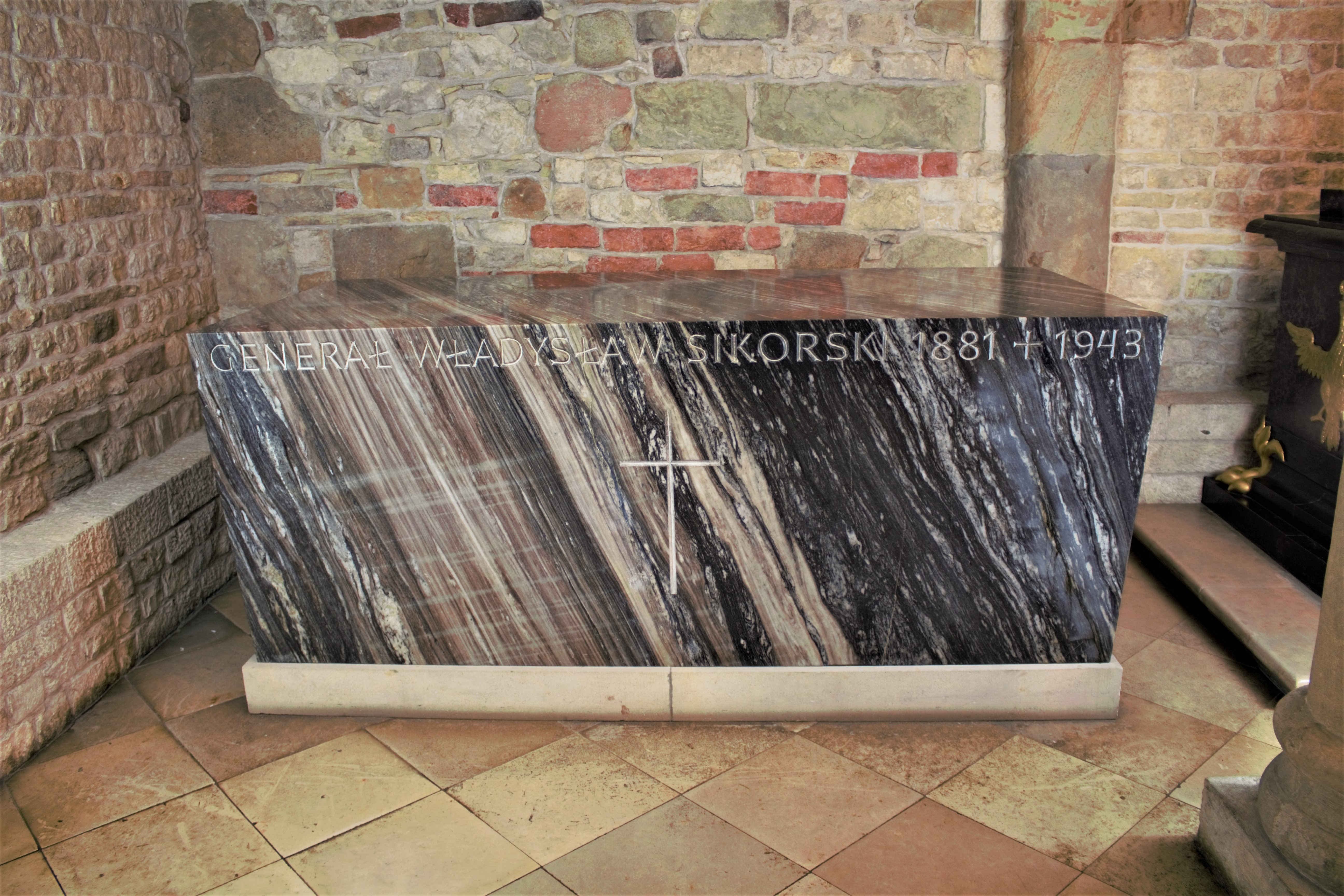
Sarkofag Władysława Sikorskiego
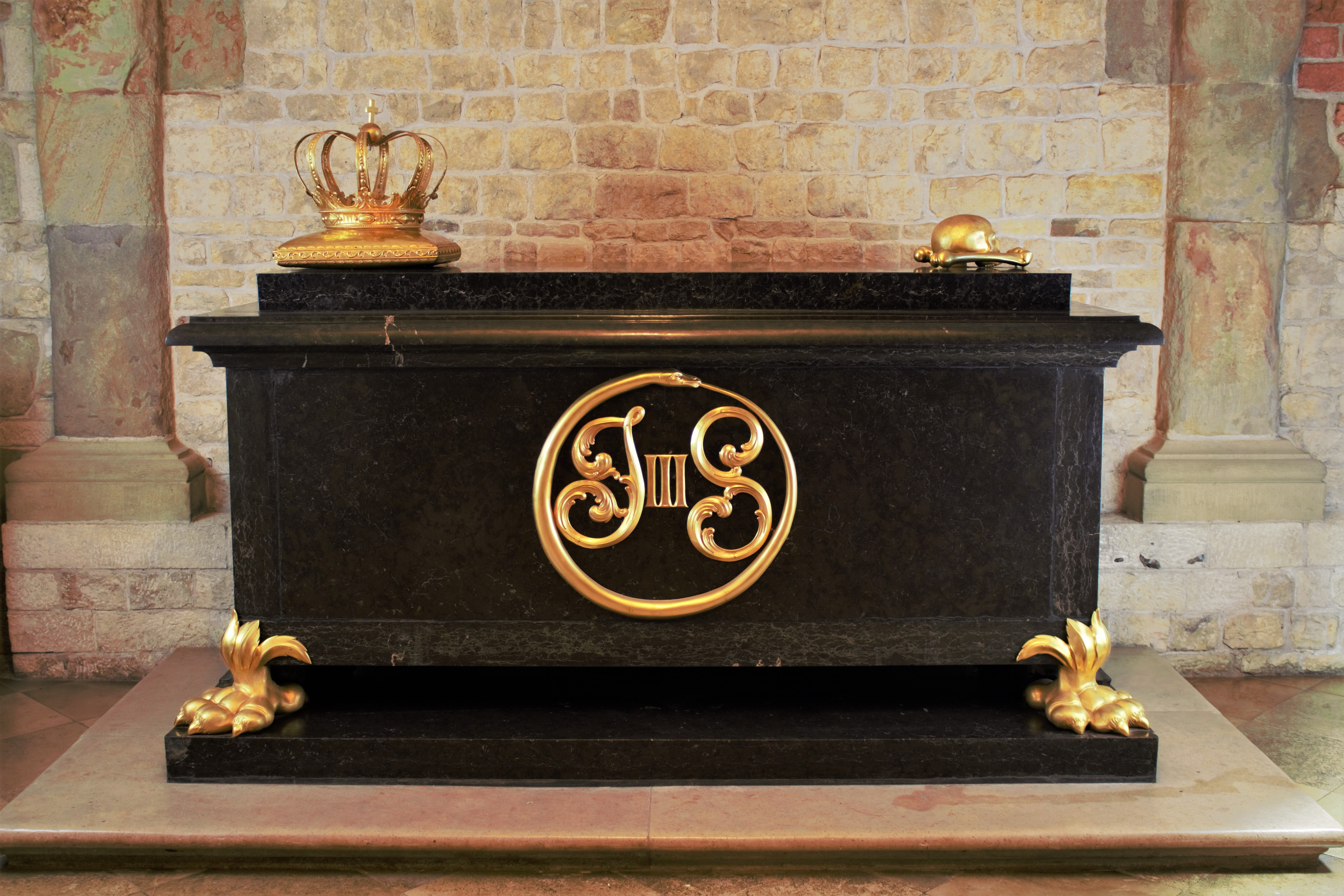
Sarkofag Jana III Sobieskiego
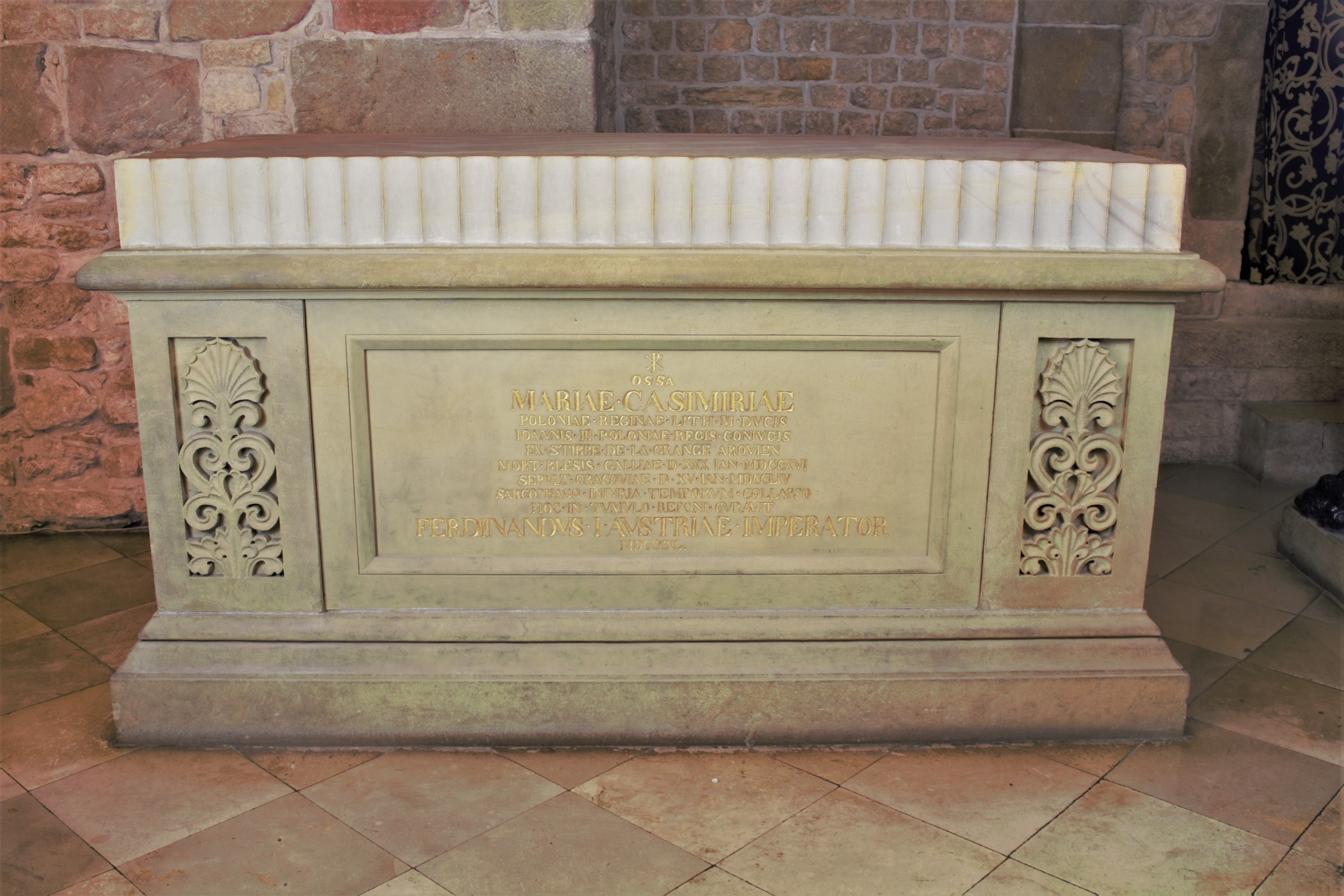
Sarkofag Marii Kazimiery
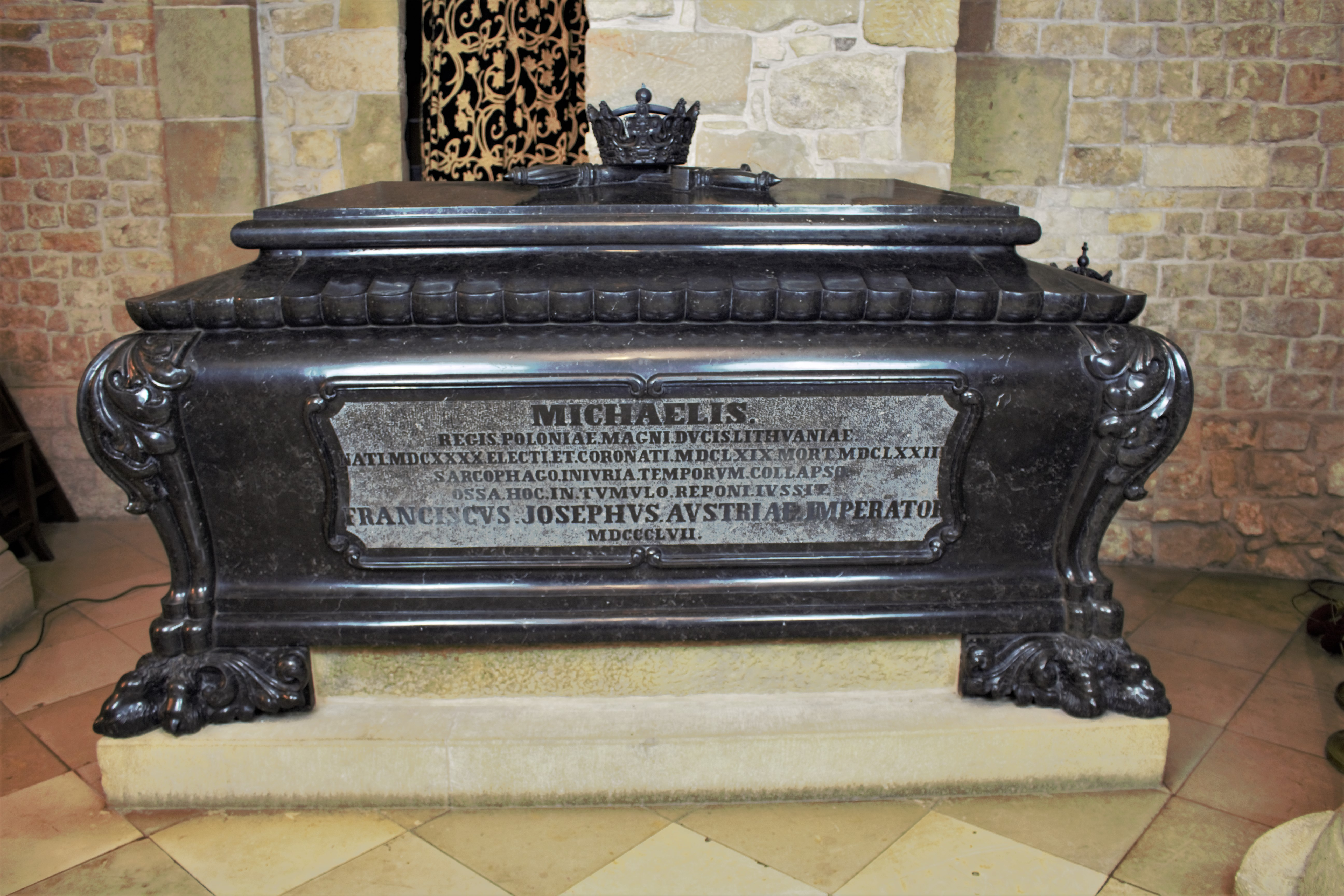
Sarkofag Michała Korybuta Wiśniowieckiego